# 長野県警察学校

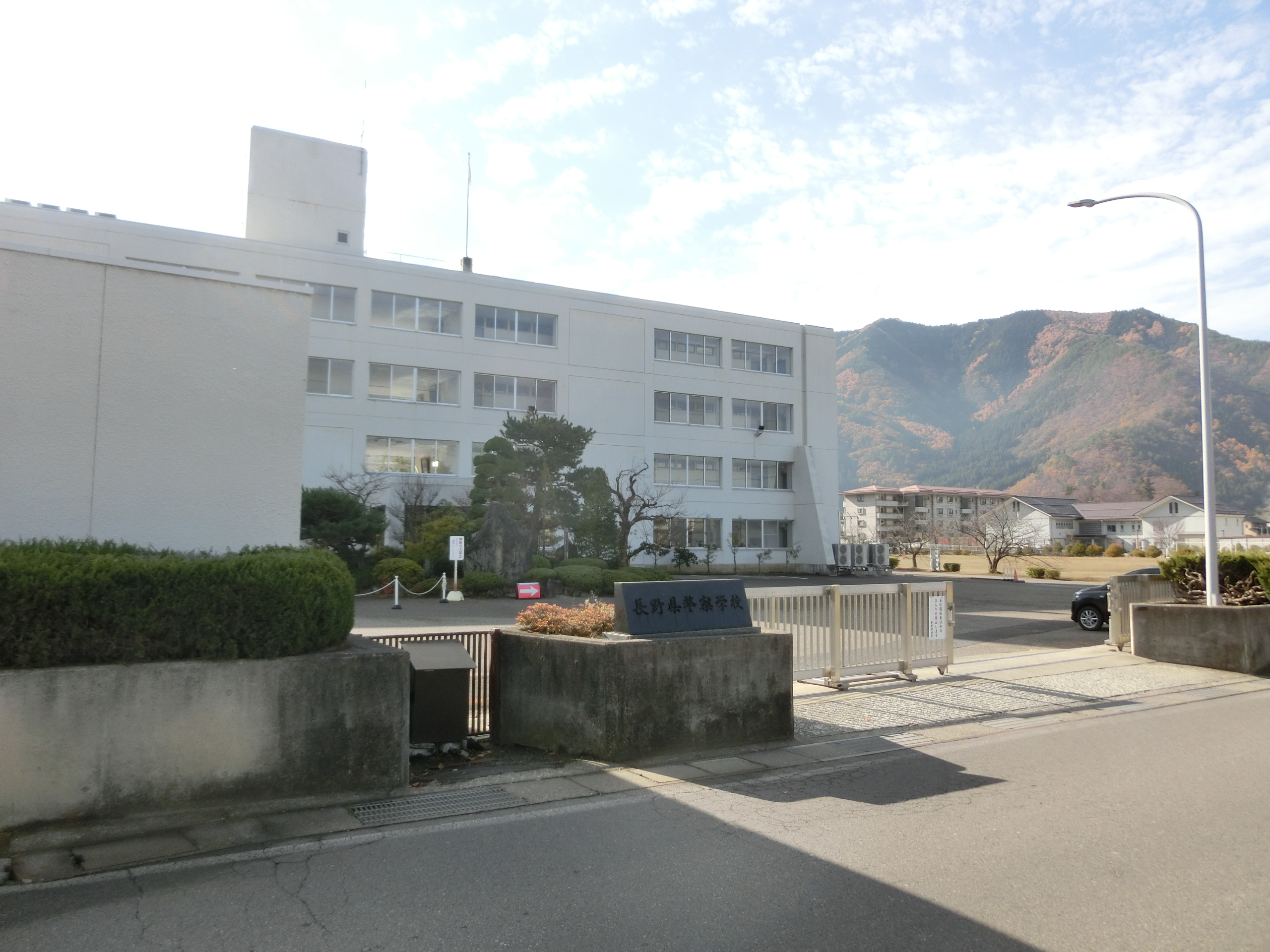
長野県警察学校

長野県警察学校（ながのけんけいさつがっこう）は、長野県が設置する警察学校。警察職員の養成及び教育を目的とし、法令その他の警察実務の基礎知識、技術の取得、一般教養の向上を図る。長野県警察の管轄であり、警察学校長は警視。

## 概要
新採用の巡査の教養期間は大卒で6ヶ月間、大卒以外（高卒・短大卒）は10ヶ月間で、その後に警察署に配置され、大卒で9ヶ月間、大卒以外（高卒・短大卒）で11ヶ月間の職場実習、初任補習科、実戦実習を受ける。カリキュラムの種別は一般教養、法学、警察実務、術科教養、その他の5つとなっている。現任警察官の現任教養、専科教養および幹部教養には、県警察本部長が定める期間となっている。
特に法学としては、憲法、警察行政法、刑法、刑事訴訟法、民法を中心に受講する。

## 沿革
- 明治18年（1885年） - 巡査教習所として長野県庁内に設置
- 明治23年（1890年） - 警察制度改革により、長野警察学校と改称

## 所在地
- 長野県長野市松代町西条3929